# Scaled Agile Framework
Scaled Agile Framework (SAFe) — подход обеспечения бизнес-гибкости (англ. Business Agility) для крупных компаний. SAFe объединяет возможности Lean, Agile и DevOps во всеобъемлющую операционную систему, которая помогает предприятиям процветать в цифровую эпоху за счёт более быстрой и предсказуемой поставки инновационных продуктов и услуг с более высоким качеством, чем у конкурентов.
Фреймворк создал Дин Леффингвелл в компании Scaled Agile. База знаний фреймворка располагается на сайте scaledagileframework.com.

## Описание
SAFe представляет собой операционную модель организации для достижения бизнес-гибкости через 7 ключевых компетенций Lean-организации:
1. Командная и техническая гибкость.
2. Agile-поставка продуктов.
3. Поставка корпоративных решений.
4. Lean-управление портфелем.
5. Организационная гибкость.
6. Культура непрерывного обучения.
7. Лидерство Lean-Agile.

### Командная и техническая гибкость
Agile-команда — это кросс-функциональная группа не более 10 человек, которая может определять, разрабатывать, тестировать и, когда необходимо, развёртывать ценность в короткие промежутки времени, называемые итерациями. Команды используют Agile-фреймворки, такие как Scrum или Kanban.
Команда начинает каждую итерацию с планирования того, что они могут поставить в течение итерации. Владелец продукта (англ. Product Owner) представляет голос клиента в команде и обеспечивает понимание того, что должно быть сделано. Каждый день команда собирается для обсуждения прогресса по целям итерации на встрече, называемой синхронизация команды. В конце каждой итерации команда демонстрирует результаты проведённой работы на обзоре итерации. До начала следующей итерации команда анализирует, что можно улучшить в работе на ретроспективе итерации. Scrum-мастер (англ. Scrum Master) — это коуч команды, помогающий ей улучшать свою работу и проводящий её мероприятия.

### Agile-поставка продуктов
В крупной организации для поставки ценности множество команд должны работать совместно как единая команда Agile-команд. В SAFe такую команду команд называют "поездом" (англ. Agile Release Train, ART), который включает от 50 до 125 человек. Поезда кросс-функциональны и включают всех специалистов, необходимых для изучения потребностей клиентов, а затем разработки и поставки готового решения. Поезда используют практики Agile-поставки продуктов (англ. Agile Product Delivery), чтобы поставлять правильную ценность в нужное время. Поезда работают временными промежутками, называемыми интервалами планирования (англ. Planning Interval, PI), которые обычно состоят из 5 итераций команд поезда.
Как и команды поезда проводят аналогичные мероприятия. В самом начале PI все команды собираются вместе на PI-планирование (англ. PI Planning), чтобы спланировать свою работу на весь PI. PI-планирование проводит "машинист поезда" (англ. Release Train Engineer, RTE), который является коучем всего поезда. Продуктовый менеджмент (англ. Product Management) обеспечивает видение (англ. Vision) и бэклог (англ. Backlog). Системный архитектор (англ. System Architect) — управление архитектурой. Затем команды планируют свою работу, определяя, что будет поставлено за PI. Доска планирования ART используется для визуализации зависимостей между командами. Каждую итерацию поезд демонстрирует интегрированное решение, разработанное всеми командами, на встрече под названием системная демонстрация (англ. System Demo). А в конце PI все команды встречаются для проведения ретроспективы по тому, что и как можно улучшить, на мероприятии под названием инспекция и адаптация (англ. Inspect and Adapt).
Менеджеры продуктов (англ. Product Manager) используют концепцию клиентоцентричности и дизайн-мышление (англ. Design Thinking), чтобы понимать потребности клиента и находить решения, которые будут полезными, ценными, возможными и устойчивыми. Поезда создают конвейер непрерывной поставки (англ. Continuous Delivery Pipeline) и используют практики DevOps, чтобы выпускать релизы по запросу и поставлять ценности тогда, когда это необходимо.

### Поставка корпоративных решений
Иногда одного ART недостаточно, чтобы поставить полное решение. Поезд решения (англ. Solution Train) используется для координации нескольких поездов и подрядчиков, которые нужны для поставки большого и комплексного решения.
Менеджмент решения (англ. Solution Management) управляет содержанием того, что будет сделано. Архитектор решения (англ. Solution Architect) следит за архитектурой на всех поездах. "Машинист поезда решения" (англ. Solution Train Engineer, STE) коучит и проводит все мероприятия такого поезда решения.

### Lean-управление портфелем
Чтобы не происходило разрыва между стратегией и реализацией компетенция Lean-управление портфелем (англ. Lean Portfolio Management) обеспечивает формирование стратегических тем (англ. Strategic Themes) и видения портфеля (англ. Portfolio Vision), которые связывают разработку решения и корпоративной стратегии. Lean-управление портфелем помогает корпорациям выстраивать организацию вокруг поставки ценности и потоков разработки ценности (англ. Development Value Stream, DVS), а также финансировать эти потоки, чтобы избежать проблем классического бюджетирования проектов.

### Организационная гибкость
Но одного наличия стратегии недостаточно. Компетенция организационной гибкости (англ. Organizational Agility) предоставляет инструменты, которые помогают портфелям достичь гибкости стратегии и менять направление развития быстро, когда это необходимо, выстраиваясь и перестраиваясь вокруг ценности. Это создаёт идеальную среду для потока ценности через всю корпорацию, в том числе за рамками ИТ-разработки, и помогает сформировать культуру Lean-мышления среди сотрудников и Agile-команд.

### Культура непрерывного обучения
Культура инноваций и непрерывного улучшения помогает компаниям стать обучающимися организациями.

### Лидерство Lean-Agile
Lean-организация строится на лидерстве Lean-Agile. Чтобы достичь устойчивой бизнес-гибкости лидеры должны воплощать, обучать и демонстрировать мышление, ценности и принципы, которые являются основой Lean и Agile, показывать пример остальным и вести всех в сторону нового формата работы, используя дорожную карту внедрения SAFe.

## Кейсы и результаты внедрений
С 2019 года SAFe применяет множество ведущих российских компаний:
- Информационные технологии:
  - Монитор Электрик
  - Астрал-Софт
  - Kaspersky
  - Xsolla
  - iiko
  - eLama
  - ATI.SU
- Банкинг:
  - Сбер
  - Ак Барс Банк
  - Открытие
  - Deutsche Bank Technology Center in Russia
  - Хоум Кредит Банк
- Страхование:
  - ВСК
  - Ренессанс Жизнь
  - Ингосстрах
- Ритейл:
  - KFC
  - Philip Morris International
  - Азбука Вкуса
- Промышленность и производство:
  - Газпром нефть
  - Северсталь
- Госсектор:
  - РТЛабс (Госуслуги)
  - Smart Consulting
- Телекоммуникации:
  - Ростелеком

Бизнес-результаты, которых достигают российские компании с помощью SAFe:
- Сокращение времени поставки на 50%.
- Увеличение продуктивности на 31%.
- Снижение количества дефектов на 33%.
- Рост вовлечённости сотрудников на 30%.

## Сообщество практиков
SAFe® Russia — крупнейшее сообщество российских практиков Scaled Agile Framework, лидирующего в мире подхода обеспечения бизнес-гибкости для крупных компаний. База знаний SAFe® Russia включает описание сообщества, общую картину SAFe, глоссарий SAFe, видео и статьи про SAFe, статистику и кейсы внедрений SAFe, а также информацию о конференции и сертификации. В сообщество может вступить только тот, кто имеет любой сертификат от компании Scaled Agile, то есть прошёл сертификационный тренинг по SAFe и успешно сдал экзамен после.